# استارواوزمیاشوو
استارواوزمیاشوو (انگلیسی: Starouzmyashevo) یک شهرک در شهرستان چکماگوشفسکی استان باشقیرستان کشور روسیه است.